# Імператор Сейней
Імператор Сейне́й (яп. 清寧天皇, せいねいてんのう, сейней тенно; 444 (?) — 27 лютого 484) — 22-й Імператор Японії, синтоїстське божество. Роки правління: 11 лютого 480 — 27 лютого 484.
Старший син імператора Юряку і наложниці Кацурагі-но Карахіме. Замолоду отримав ім'я назвали Сірака, що вказує на його світле волосся. Після смерті батька 479 року зайняв трон як імператор Сейней. Проти нього повстав зведений брат — принц Хосікава-но Вакамія, якого вдалося перемогти лише 480 року. Про інші події його правління нічого не відомо.
Оскільки не мав синів, то оголосив спадкоємцями принців Воке і Оке, онуків імператора Рітю.